# Franz Reichert (Politiker)

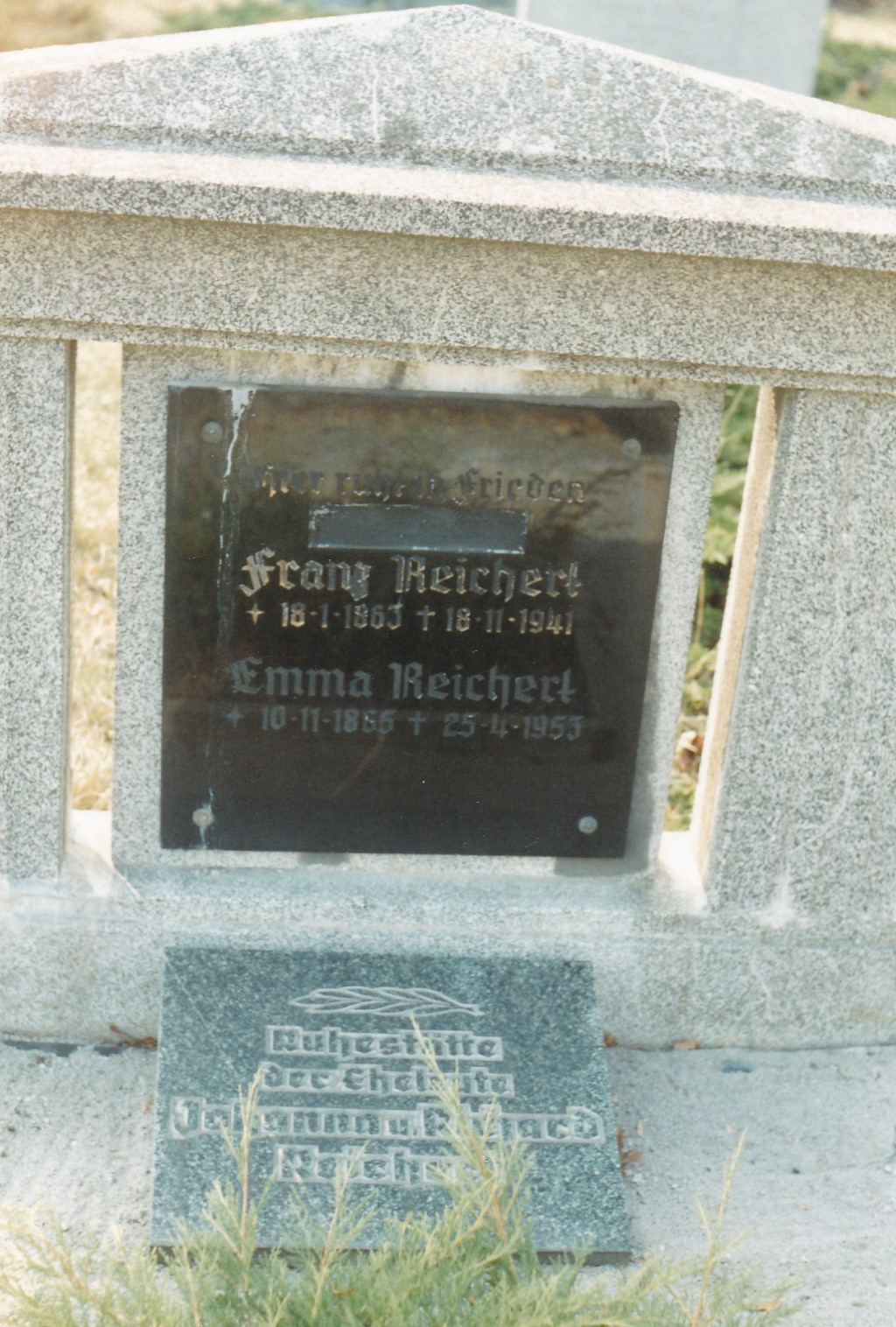
Franz Reicherts Grab

Leopold „Franz“ Reichert (* 18. Januar 1863 in Pobzig; † 18. November 1941 in Quellendorf) war Bauer und Politiker der SPD und ab dem Jahr 1919 Landtagsabgeordneter im Landtag von Anhalt.
Reichert war mit Emma, geborene Müller (* 10. November 1865 in Oranienbaum; † 25. April 1953 in Quellendorf), verheiratet, deren Vater Zigarrenmacher in Oranienbaum war.